# Przejście graniczne Cieszyn-Chotěbuz
Przejście graniczne Cieszyn-Chotěbuz – polsko-czeskie drogowe przejście graniczne położone w województwie śląskim, w powiecie cieszyńskim, w mieście Cieszyn. Było to największe przejście graniczne pomiędzy Polską a Republiką Czeską, zlikwidowane w 2007.

## Opis
Przejście graniczne Cieszyn-Chotěbuz zostało oficjalnie otwarte 15 maja 1991. Odprawa graniczna odbywała się w obu miejscowościach. Czynne było przez całą dobę. Dopuszczony był ruch pieszych, rowerzystów, motocykli, autokarów, samochodów osobowych i ciężarowych oraz mały ruch graniczny. Kontrolę graniczną osób, towarów i środków transportu wykonywała Graniczna Placówka Kontrolna Straży Granicznej w Cieszynie (GPK SG w Cieszynie), a następnie Placówka Straży Granicznej w Cieszynie (Placówka SG w Cieszynie). Obie przygraniczne miejscowości łączył most graniczny na Olzie.
Do przejścia granicznego po stronie polskiej prowadziła droga ekspresowa S52 (E75/E462), która po stronie czeskiej przechodziła w drogę ekspresową R48 (E75/E462).
21 grudnia 2007 na mocy układu z Schengen przejście graniczne zostało zlikwidowane.

## Galeria

Przejście graniczne Cieszyn-Chotěbuz
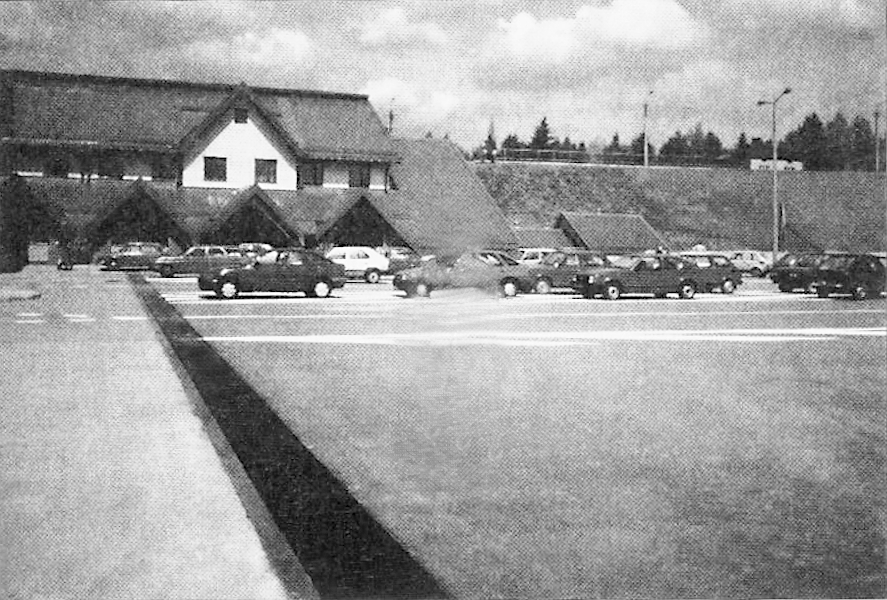
(maj 1991)
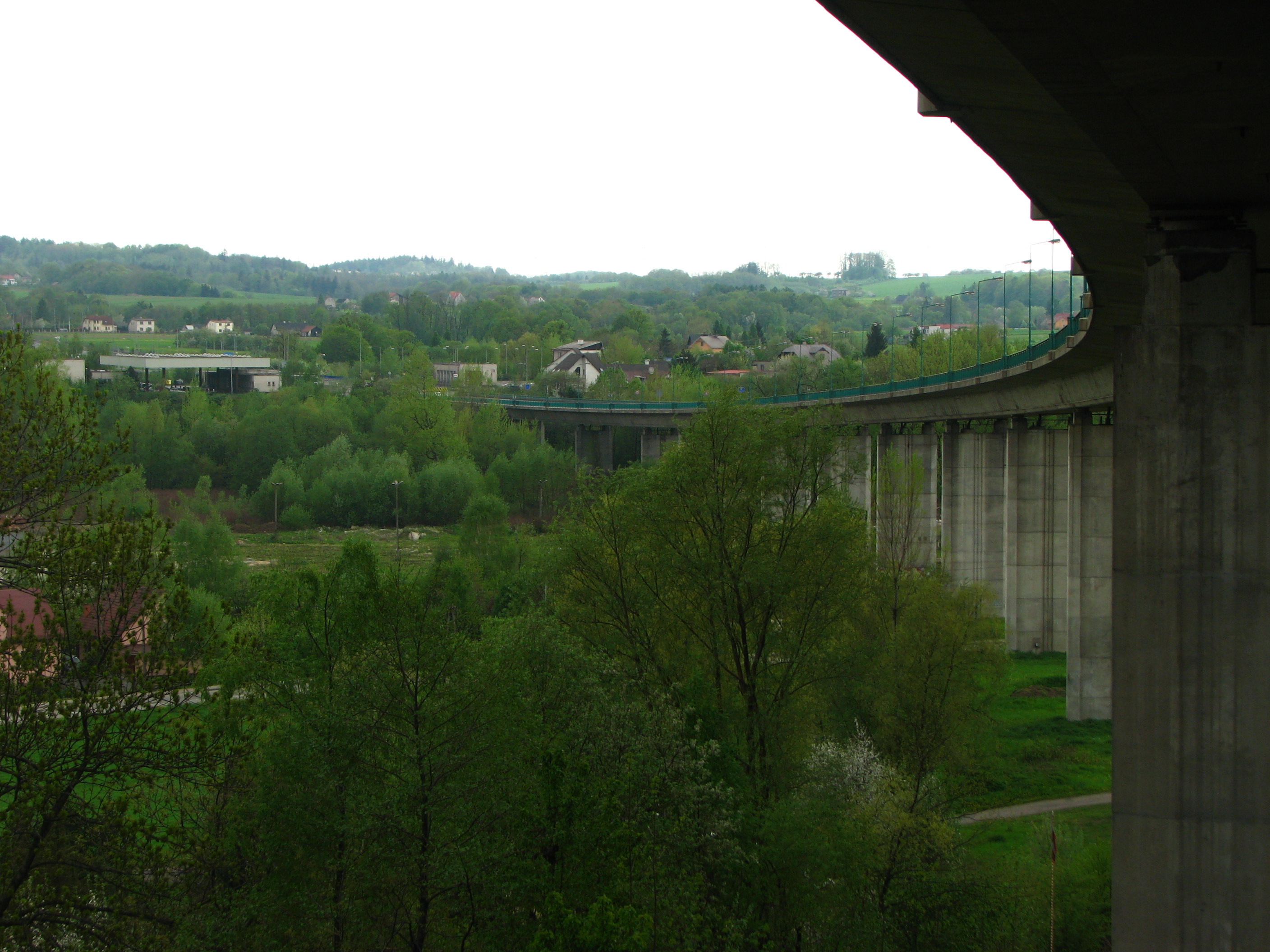
Cieszyn–Boguszowice – most (wiadukt) graniczny o dł. 760 m, widok na stronę czeską (maj 2010)